# St. Blasien
Sankt Blasien (Saint-Blaise) est une ville du Bade-Wurtemberg en Allemagne, située dans l'arrondissement de Waldshut, dans le district de Fribourg-en-Brisgau.
Située au fond du vallon boisé du Hotzenwald, dominée par les hauteurs du Feldberg, Saint Blaise invite à partir à la découverte du parc naturel « Südschwarzwald » (randonnée pédestre l'été, raquettes l'hiver).

## Monument
Les plans de l'église furent conçus par l'architecte français Pierre-Michel d'Ixnard. Par ses dimensions (33,5 m de diamètre), le dôme est le troisième d'Europe après la basilique Saint-Pierre de Rome et les Invalides à Paris.

## Jumelage
Parmi les nombreuses villes jumelées figure son homonyme Saint-Blaise/NE en Suisse.